# Sinumelon petum
Sinumelon petum är en snäckart som beskrevs av Tom Iredale 1937. Sinumelon petum ingår i släktet Sinumelon och familjen Camaenidae. Inga underarter finns listade i Catalogue of Life.